# Hervé Bel
 (août 2020).
Hervé Bel (né le 15 juillet 1961) est un écrivain français.

## Biographie
Né en 1961, Hervé Bel a passé sa jeunesse en Allemagne avant d'entreprendre des études de droit et d'économie à Strasbourg. Depuis 1986, il travaille dans une grande entreprise internationale. Il a séjourné quelques années à Prague puis au Liban jusqu'en 2021. 
Il écrit depuis toujours, mais ce n'est qu'en 2010 qu'il a été enfin publié, avec un premier roman intitulé La Nuit du Vojd aux éditions Jean-Claude Lattès, qui a obtenu le prix Edmée-de-La-Rochefoucauld du premier roman et permis à Hervé BEL d'être l'un des lauréats sélectionnés au festival du Premier roman de Chambéry.
En août 2012 parait Les Choix secrets, deuxième roman également publié aux éditions Lattès. Ce roman a obtenu le prix Horizon du deuxième roman ainsi que le prix de l'inaperçu, en 2012, pour sa description sans fard de la vie d'une vieille femme aigrie qui a raté sa vie.
En 2017, troisième roman sorti chez Les escales : La femme qui ment, autre portrait de femme dans le cadre du monde du travail à la Défense.
En 2020, les éditions Stock ont publié  Erika Sattler du nom de l'héroïne de ce roman, une jeune militante nationale-socialiste, qui fuit devant l'arrivée des Russes en 1945. On suit son odyssée à travers les forêts enneigées et les villages dévastés de la Pologne. On peut y voir une réflexion originale sur la banalité du mal, vue cette fois du côté des femmes nazies qui assurèrent à Hitler un soutien indéfectible.
Outre son activité d'écrivain, Hervé Bel a créé et anime une rubrique du site Actualitté.com intitulée « Les Ensablés », consacrée principalement aux auteurs oubliés du XXe siècle. 
En mars 2018, les Ensablés ont publié Lectures en stock, un recueil d'articles sur une sélection de 52 romans oubliés (chez les éditions La Thébaïde).
De 2019 à 2022, il a tenu une chronique mensuelle dans l'Orient littéraire.